# 披肩魮
披肩魮（学名：Barbus humeralis）為輻鰭魚綱鯉形目鯉科的其中一個種。分布於非洲剛果河流域，本魚具長觸鬚，體側具數個黑色斑塊，背鰭軟條11枚；臀鰭軟條8枚，體長可達7公分。

## 扩展阅读
維基物種上的相關：披肩魮